# Чиекуркалнс (станция)
Чие́куркалнс (латыш. Čiekurkalns) — железнодорожная станция на линии Рига — Лугажи, ранее являвшейся частью Псково-Рижской железной дороги. Расположена в одноимённом микрорайоне на территории Северного района Риги.
Станция до начала XX века называлась Сортировочная, затем последовательно Рига-Балтийская до 1911 года, Царский лес до 1918 года, Кайзервальд до 1919 года и Крузесмуйжа до 1929 года, когда получила своё нынешнее название.